# Václav Bastl
Václav Bastl (23. dubna 1877 Praha-Staré Město – 16. srpna 1900 Praha-Staré Město) byl český knihkupec, propagátor sportů, průkopník cyklistiky a kopané v Čechách, sportovní novinář, spoluzakladatel SK Slavia Praha, ze kterého později vznikl fotbalový klub Slavia Praha. Roku 1899 se stal spoluzakladatelem sportovního periodika Sport, vůbec druhého česky vycházejícího sportovního magazínu.

## Život
Narodil se na Starém Městě v Praze do české rodiny kominíka. Vychodil obecnou školu a nižší gymnázium na Starém Městě, v dalších studiích pak, zřejmě z finančních důvodů nepokračoval a vyučil se knihkupcem.
Byl sportovním nadšencem a aktivním sportovcem. Od studentských let hrál fotbal a zhruba od roku 1895 se angažoval ve fotbalovém klubu SK Slavia Praha, původně cyklistického klubu, vzniknuvšího s výrazným přispěním MUDr. Jaroslava Hausmanna. Jakožto aktivní cyklista byl opakovaně zvolen do správního výboru České ústřední jednoty velocipedistů či České amateurské athletické unie. Roku 1898 vydal fotbalovou příručku, jednu z prvních publikací o kopané v češtině.
Roku 1899 založil spolu s Augustinem Novákem a Michalem Hněvkovským sportovní magazín Sport. List se stal vůbec pravidelně vycházejícím všesportovním periodikem v Čechách, dva roky poté, co roku 1897 zanikl první takový list, Sportovní obzor, vydávaný v Praze sportovním průkopníkem Maxem Švagrovským. Uveřejňoval výsledky sportovních klání a informoval o novinkách ze světa, Hněvkovský sem pak přispíval jako možná vůbec první český sportovní fotograf.
Jakožto člen českého olympijského výboru se Bastl podílel na zajištění účasti českých sportovců na II. letních olympijských hrách v Paříži roku 1900.

### Úmrtí
Václav Bastl zemřel 16. srpna 1900 ve svém bytě v Celetné ulici v Praze poté, co v návalu psychické choroby spáchal sebevraždu střelením se vypůjčeným revolverem přímo do srdce. Bylo mu 23 let. Pohřben byl v rodinném hrobě na Olšanských hřbitovech.

## Dílo
- Kopaná (football) aneb Co má každý footballista věděti (1898)